# Louise Meriwether
Louise Meriwether (8 de maio de 1923 – Nova Iorque, 10 de outubro de 2023) foi uma romancista, ensaísta, jornalista e ativista americana, além de escritora de biografias de afro-americanos historicamente importantes para crianças. Ela é mais conhecida por seu primeiro romance, Daddy Was a Number Runner (1970), que se baseia em elementos autobiográficos sobre crescer no Harlem durante a Depressão e na era após o Renascimento do Harlem.

## Infância e educação
Ela nasceu em Haverstraw, Nova York, filha do casal Marion Lloyd Jenkins e Julia Jenkins. Após a quebra da bolsa de outubro de 1929, seus pais haviam migrado para o norte em busca de trabalho, vindos da Carolina do Sul, onde seu pai era pintor e pedreiro e sua mãe trabalhava como doméstica. Meriwether cresceu no Harlem durante a grande depressão, a única filha e a terceira de cinco filhos.
Ela se formou na Central Commercial High School em Manhattan e, enquanto trabalhava como secretária, estudou à noite para se formar em inglês pela New York University. Ela passou a ganhar um mestrado em jornalismo em 1965 pela Universidade da Califórnia, Los Angeles, para onde se mudou com seu primeiro marido, Angelo Meriwether, um professor de Los Angeles. Embora este casamento, assim como seu segundo casamento com Earle Howe, tenha terminado em divórcio, ela continuou a usar o nome de Meriwether. Ela trabalhou como repórter freelancer (1961–64) para o Los Angeles Sentinel e analista de histórias negras (1965–67) para a Universal Studios, a primeira mulher negra contratada como editora de histórias em Hollywood. Enquanto ainda morava em Los Angeles, trabalhando com o Watts Writers Workshop, Meriwether foi convidada para ser a editora-chefe de uma nova revista para mulheres negras chamada Essence, mas ela recusou, dizendo que preferia escrever para eles, seu artigo "Black Man, Você me ama?" aparecendo como a reportagem de capa da primeira edição da revista em maio de 1970.

## Publicações
Em 1970 ela publicou seu primeiro e mais bem sucedido livro, Daddy Was a Number Runner (com prefácio de James Baldwin), um romance que usa elementos autobiográficos sobre crescer no Harlem durante a Depressão e na era após o Renascimento do Harlem, é considerado um clássico. Nas palavras de Paule Marshall: "A maior conquista do romance reside no sentido da vida negra que ele transmite: vitalidade e força por trás do desespero. Ele celebra os valores positivos por trás da experiência negra: a ternura e o amor que muitas vezes estão sob as superfícies abrasivas dos relacionamentos... o humor que há muito tem sido uma parte importante do kit de sobrevivência negro e o heroísmo das pessoas comuns... um romance muito importante".
Tornando-se parte de um grupo de jovens amigos escritores de Nova York que incluíam Rosa Guy e Maya Angelou, Meriwether relembrou: "Nós festejamos. Por toda parte. Onde quer que estivéssemos, festejamos . . . . Então, é claro, terminamos nosso trabalho. Acreditávamos em nos divertir e nos divertir uns com os outros". Meriwether começou a escrever biografias para crianças sobre afro-americanos historicamente importantes - incluindo Robert Smalls, Daniel Hale Williams e Rosa Parks - e explicou: "Após a publicação de meu primeiro romance. . . Voltei minha atenção para a história negra no jardim de infância, reconhecendo que a omissão deliberada dos negros da história americana tem sido prejudicial para as crianças de ambas as raças. Reforça em um um sentimento de inferioridade e no outro um mito de superioridade."
Seus contos foram publicados em Antioch Review e Negro Digest, bem como em antologias, incluindo Black-Eyed Susans: Classic Stories by and About Black Women (ed. Mary Helen Washington, 1975), Confirmation: An Anthology of African American Women (eds Amina Baraka & Amiri Baraka, 1983), The Other Woman (eds. Toni Cade Bambara, 1984) e Filhas da África (ed. Margaret Busby, 1992).
Meriwether também ensinou redação criativa no Sarah Lawrence College e na Universidade de Houston. Ela recebeu bolsas do National Endowment for the Arts, da Mellon Foundation, do New York State Council on the Arts e da Rabinowitz Foundation.

## Ativismo
Ao longo dos anos, Meriwether esteve envolvida com várias causas negras organizadas, incluindo a fundação, com John Henrik Clarke, do grupo anti- apartheid Black Concern (originalmente o Committee of Concerned Blacks), o Harlem Writers Guild, e (com Vantile Whitfield ) a Black Anti-Defamation Association (BADA; também conhecida como Association to End Difamation of Black People) que foi formada para impedir que o produtor da Twentieth Century Fox, David L. Wolper, fizesse um filme de William O controverso romance de Styron de 1967, The Confessions of Nat Turner, que interpretou mal a história afro-americana. Ela tem sido ativa no movimento pela paz durante a maior parte de sua vida. Em suas próprias palavras, quando foi nomeada ganhadora do Prêmio Clara Lemlich de Ativismo Social em 2011:
Eu sou uma escritora e também uma dedicada ativista e pacifista. Na cidade de Nova York, aos vinte anos, eu era a presidente do meu sindicato, marchando nas Paradas do Primeiro de Maio e tendo ovos podres jogados na minha cabeça. Em Los Angeles, fui preso em uma manifestação contra a racista Birch Society e sentenciado a cinco anos de liberdade condicional. Em Bogalusa, Louisiana, trabalhei com o Congresso de Igualdade Racial (CORE); volta a Nova York, fui fundamental para impedir que Muhammad Ali, então campeão mundial dos pesos pesados, lutasse na África do Sul e quebrasse um boicote cultural. Em Washington, DC, fui presa em 2002 em um protesto contra as políticas desastrosas do Banco Mundial e do FMI. De volta a Nova York, participei ativamente de vários fóruns, quebrando o silêncio sobre o estupro desenfreado no Congo e as corporações multinacionais e países envolvidos. No ano passado, ajudei a criar um fórum na Riverside Church sobre a Abolição das Armas Nucleares."
Meriwether é membra do conselho executivo da Organization of Women Writers of Africa, Inc. (OWWA), uma ONG cofundada em 1991 por Jayne Cortez e Ama Ata Aidoo "com o propósito de estabelecer vínculos entre escritoras africanas profissionais".

## Morte
Meriwether morreu em 10 de outubro de 2023, aos cem anos de idade, no Amsterdam Nursing Home em Manhattan, Nova Iorque.

## Homenagens e reconhecimentos
- 2001 "Prêmio pelo conjunto de sua obra" da Black Writers Alliance (anteriormente African American Online Writers Guild) Gold Pen Awards.[22]
- 8 de maio de 2016, aniversário de 93 anos de Meriwether, foi declarado o Dia da Apreciação de Louise Meriwether pelo presidente do distrito de Manhattan, Gale Brewer.[23]
- Em 1º de junho de 2016, o Louise Meriwether First Book Prize foi anunciado para celebrar as conquistas de Meriwether e continuar seu legado.[24] Lançado pela Feminist Press em parceria com a TAYO Literary Magazine, de acordo com as missões de ambas as organizações de amplificar vozes silenciadas,[25] o concurso está "buscando os melhores livros de estreia de mulheres e escritoras não-binárias de cor".[26]
- Agosto de 2016: Lifetime Achievement - American Book Awards (antes da Columbus Foundation).[27][28]